# Samuel Holland
Samuel Johannes Holland (Pays-Bas, 1728 – 28 décembre 1801) est un membre du corps britannique des Royal Engineers. Il est le premier arpenteur-géomètre de l'Amérique du Nord britannique et donc, dans ce qui avait été la Nouvelle-France, le premier cartographe du Régime britannique.

## La vie aux Pays-Bas
Holland naît en 1728 à Deventer,, dans la province d'Overijssel, aux Pays-Bas. Il est baptisé le 22 septembre 1729 dans la petite église luthérienne de Deventer.
En 1745, il entre dans l'artillerie néerlandaise et sert pendant la guerre de Succession d'Autriche. Il est promu lieutenant en 1747.

## Premières années en Amérique du Nord britannique

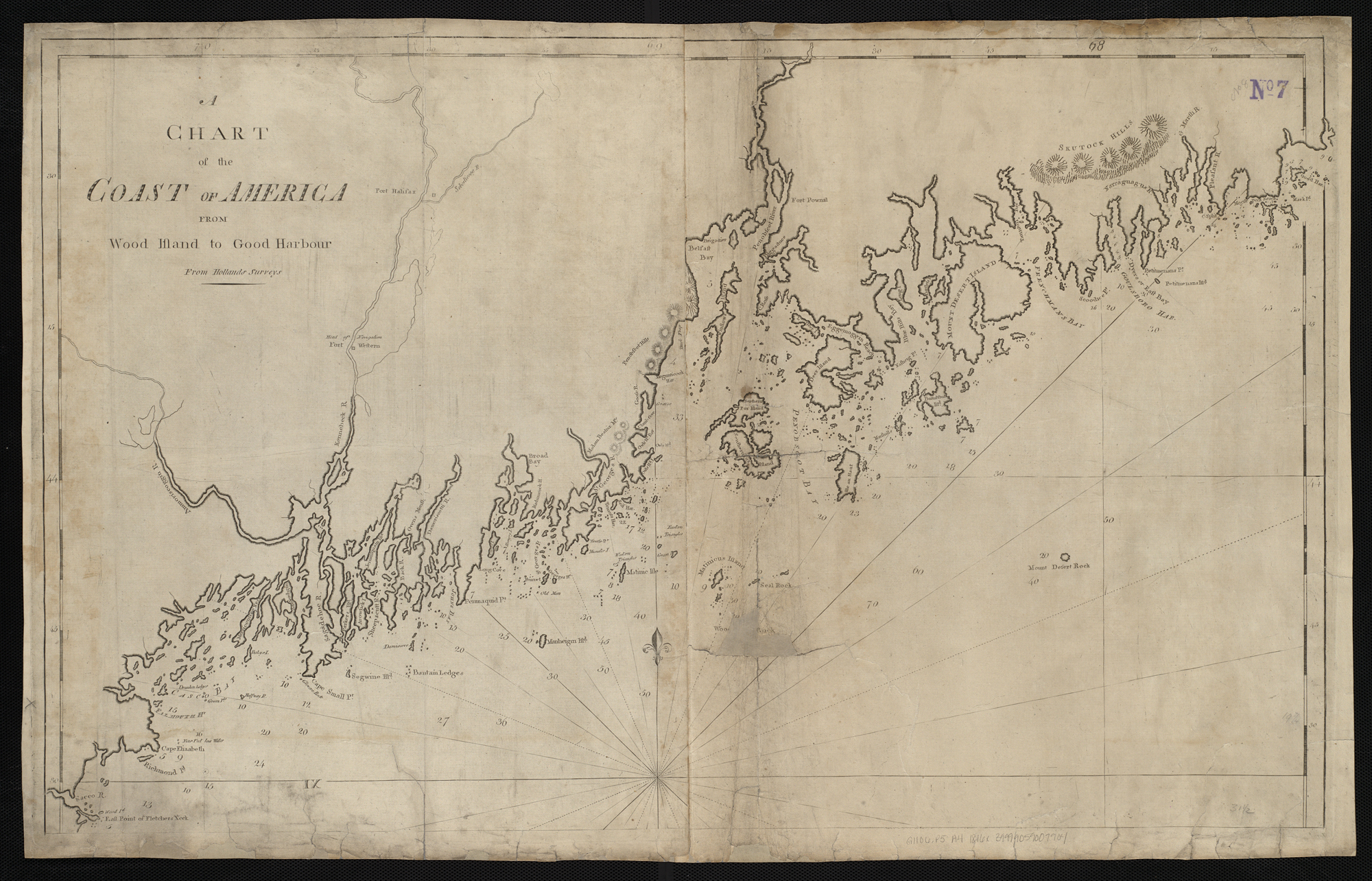
A Chart of the Coast of America from Wood Island to Good Harbor

En 1754, Holland passe au service de la Grande-Bretagne. Probablement avec l'aide du duc de Richmond, il devient lieutenant dans le Corps royal des fusiliers. Il se rend en Amérique du Nord, où il passera le reste de sa vie. Parmi ses premières missions est de préparer une carte de la province de New York, qui sera largement utilisée pendant vingt ans.
En 1757, au cours de la guerre de Sept Ans, il est promu capitaine-lieutenant et reçoit la mission de reconnaître le fort Carillon. En 1758, il est transféré à l'expédition contre la forteresse de Louisbourg en tant qu'officier du génie. Holland fait des levers dans les environs de la forteresse, prépare les plans et donne des conseils d'ingénierie au commandement du brigadier général James Wolfe. Après la capitulation de Louisbourg, Holland est chaudement félicité par Wolfe.
Cet hiver-là, Holland et son nouvel élève, James Cook, dressent des cartes du golfe et du fleuve Saint-Laurent en prévision d'une attaque sur Québec. Il supervise aussi la construction du fort Frederick, dans l'actuel Nouveau-Brunswick. Il est promu capitaine en 1759 et participe activement au siège de Québec. Il échappe de peu à la mort, ses bateaux étant presque coulés par une goélette.
Holland se consacre ensuite à arpenter la partie colonisée de la vallée du fleuve Saint-Laurent et à l'élaboration de nouveaux plans pour une citadelle à Québec après la levée du siège.

## Arpenteur en chef

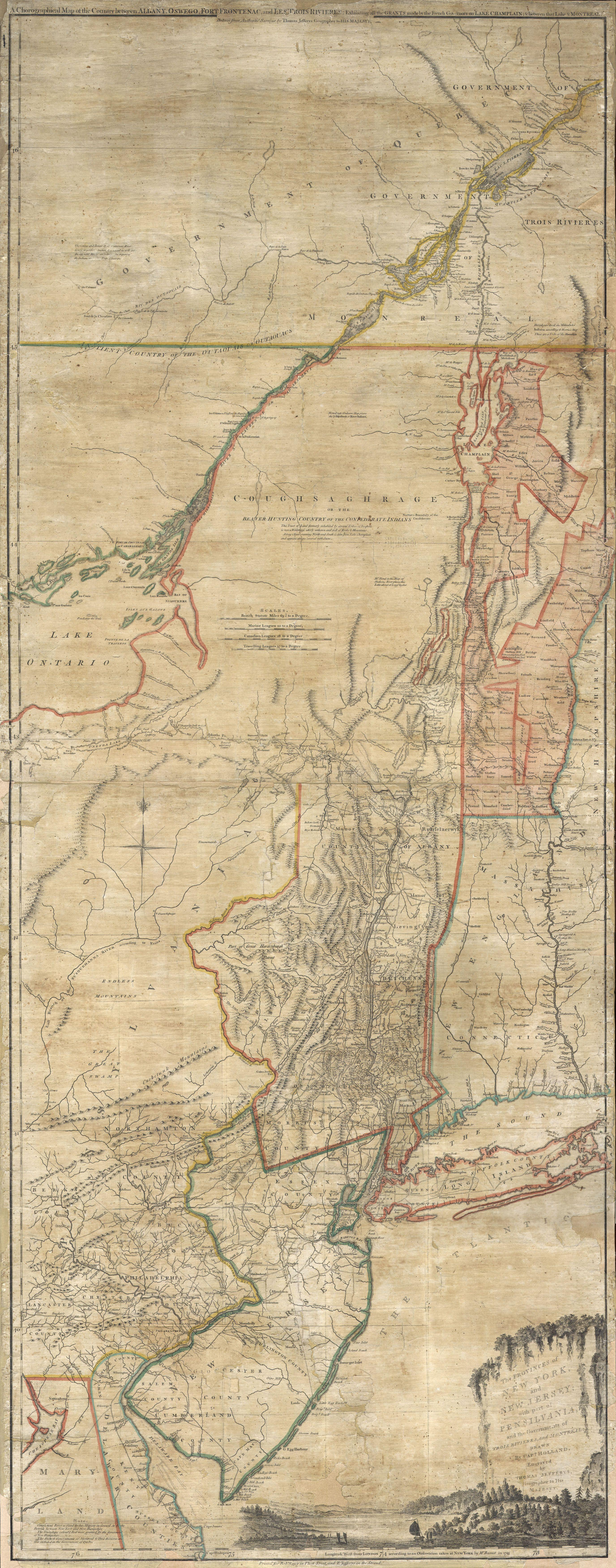
Map of New York and New Jersey, 1768

En 1762, Holland se rend à Londres, soumet ses cartes au Board of Trade et propose une recherche dans toutes les possessions britanniques en Amérique du Nord afin de faciliter le règlement, ce qui est accepté en 1764.
Le 6 mars 1764, Holland est nommé arpenteur général d'Amérique du Nord. Le 23 mars, il reçoit instruction d'arpenter toutes les possessions britanniques au nord du Potomac, ce qui comprend l'isle Saint-Jean, les îles de la Madeleine et l'île du Cap-Breton, en raison de leur importance pour la pêche.
Holland arrive en octobre 1764 à l'île de Saint-Jean, après la cession du territoire à la Grande-Bretagne par le traité de Paris de 1763. Sa mission de cartographie de l'île dure deux ans. Le travail de Holland divise l'île en une série de cantons appelés « lots », paroisses, comtés et villages comme système de terre féodal qui a été établi sur l'île au cours du siècle suivant[pas clair].
En 1767, il propose, sans succès, que les explorateurs britanniques recherchent un passage du Nord-Ouest de l'Atlantique au Pacifique.
Holland meurt à Québec, dans le Bas-Canada, en 1801. Malgré ses vœux, ce n'est pas son fils, John Frederick, qui lui succède, mais son neveu par alliance, Joseph Bouchette.

## Vie personnelle
Holland commence à vivre à Québec en 1762 avec Marie-Joseph Rollet, âgée de 21 ans. Leur premier fils, John Frederick, qui sera cartographe, comme son père, naît sur l'île Saint-Jean.
Sa séparation avec Gertrude Hasse, sa première épouse, se fait à l'amiable ; il lui verse encore une allocation annuelle entre 1756 à 1780. En 1784, Hasse demande sans succès au gouvernement britannique de le forcer à renouveler les paiements.
En 1772, l'union de Holland à Marie-Joseph Rollet devient un mariage. Le couple a dix enfants.

### Liste bibliographique
- Liste bibliographique du DBC

## Mémoire
- Le complexe Samuel-Holland, à Québec, où se trouve le Bureau de services juridiques des pensions du Ministère canadien des anciens combattants, porte son nom[7].  Près du complexe, il y a le parc Samuel-Holland nommée en son honneur officiellement en 1995.

- L'avenue Holland a été nommée en son honneur, en 1918, dans la ville de Québec.